# Nikos Katsawakis
Nikos Katsawakis (ur. 16 maja 1979 w Serres) – cypryjski piłkarz, występujący na pozycji obrońcy. W roku 2014 zakończył karierę piłkarską. Były reprezentant Cypru.

## Początki w Grecji
Młody Grek swoją przygodę z piłką rozpoczął w 1996 roku w greckiej drużynie PAE Weria. Sezon 1996/1997 gracz spędził w klubie zaliczając 12 występów i zdobywając jedną bramkę. Wychowanek Verii w kolejnym sezonie reprezentował już barwy innego greckiego klubu, Kavali. Zawodnik spędził w drużynie trzy sezony, kończąc grę w Kavali w 2000 roku, mając na koncie bardzo mało rozegranych spotkań i żadnej zdobytej bramki. Kolejnym klubem w karierze Nikosa stał się Panserraikos FC. W sezonie 2000/2001, debiutanckim w Panserraikos zawodnik grał w podstawowej jedenastce o wiele częściej niż w poprzednich drużynach. Piłkarz rozegrał aż 25 spotkań, zdobywając w nich 2 gole. W kolejnych rozgrywkach gracz również rozegrał sporo spotkań, tym razem 21, nie zdobywając żadnej bramki.
| Legenda | Sezon 1996/1997 | Sezon 1997/1998 | Sezon 1998/1999 | Sezon 1999/2000 | Sezon 2000/2001 | Sezon 2001/2002 |
| ------- | --------------- | --------------- | --------------- | --------------- | --------------- | --------------- |
| Drużyna | Veria           | Kavala          | Kavala          | Kavala          | Panserraikos    | Panserraikos    |
| Mecze   | 12              | 2               | 12              | 0               | 25              | 21              |
| Gole    | 1               | 0               | 0               | 0               | 2               | 0               |

## Kariera na Cyprze
Jak się okazało, sezon 2001/2002 był ostatnim spędzonym sezonem w Grecji Katsawakisa, bowiem po dwóch latach gry w greckim Panserraikosie zawodnik przeniósł się do Cypru w 2002 roku. Gracz podpisał kontrakt z drużyną Digenis Morphou. Barwy cypryjskiego klubu reprezentował przez dwa sezony, w których łącznie wystąpił w 46 spotkaniach, zdobywając w nich 2 bramki dla drużyny.
W 2004 roku Nikos przeniósł się do innej drużyny z Cypru, Anorthosisu Famagusta. W swoim pierwszym sezonie w Anorthosisie Nikos rozegrał 24 spotkania, zdobywając 1 bramkę. Numer 4 cypryjskiego Anorthosisu występuje w nim do dzisiaj. Ma pewne miejsce w pierwszej drużynie. Jego klubowym kolegą jest polski napastnik – Łukasz Sosin.
Do tej pory Katsawakis rozegrał w barwach Famagusty ponad 100 spotkań w lidze, a także 12 w eliminacjach i Lidze Mistrzów 2008/2009.
| Legenda  | Sezon 2002/2003 | Sezon 2003/2004 | Sezon 2004/2005 | Sezon 2005/2006 | Sezon 2006/2007 | Sezon 2007/2008 | Sezon 2008/2009 |
| -------- | --------------- | --------------- | --------------- | --------------- | --------------- | --------------- | --------------- |
| Drużyna  | Digenis         | Digenis         | Anorthosis      | Anorthosis      | Anorthosis      | Anorthosis      | Anorthosis      |
| Mecze    | 24              | 22              | 24              | 22              | 13              | 29              | 20              |
| Gole     | 1               | 1               | 1               | 3               | 2               | 4               | 0               |
| Żółte    | 0               | 0               | 4               | 6               | 3               | 5               | 2               |
| Czerwone | 0               | 0               | 0               | 0               | 0               | 0               | 0               |

## Osiągnięcia
- Mistrzostwo Cypru z Anorthosisem - 2005, 2008
- Puchar Cypru z Anorthosisem - 2007